# 英国药监局
英国药监局是英国卫生和社会福利部下属的机构，主要负责确保药品和医疗器械的可用性和安全性。

## 职责
英国药监局有以下主要职责。
1. 开展上市后监测，特别是黄卡计划，以报告、调查和监测药品不良反应和医疗器械事故。
2. 评估和授权在英国销售和供应的医药产品。
3. 监督公告机构，确保医疗设备制造商在将设备投放市场之前遵守监管要求。
4. 建立质量监督体系，对药品进行抽样和测试，以解决质量缺陷并监控未经许可产品的安全和质量。
5. 调查互联网销售和潜在的假冒药品，并在必要时进行起诉。
6. 规范药品、医疗器械临床试验。
7. 监督并确保遵守与药品和医疗器械相关的法定义务。
8. 促进药品和设备的安全使用。
9. 管理临床实践研究数据链和英国药典。